# Hoplopheromerus podagricus
Hoplopheromerus podagricus är en tvåvingeart som först beskrevs av Mario Bezzi 1914.  Hoplopheromerus podagricus ingår i släktet Hoplopheromerus och familjen rovflugor. Inga underarter finns listade i Catalogue of Life.